# Regina Beck-Friis
Elisabet Regina Beck-Friis, född Nordenfelt 18 januari 1940 i Hedvig Eleonora församling, Stockholm, död 23 augusti 2009 i Lovö församling, Ekerö, Stockholms län, var en svensk friherrinna, dansare, koreograf och danslärare som koreograferat inlagor i operor samt egna baletter. Hon blev Mary Skeapings assistent på Drottningholmsteatern 1964. Beck-Friis hade ett stort intresse för barockdans. Hon gav ut verket Dansnöjen genom tiden tillsammans med Magnus Blomkvist och Birgitta Nordenfelt. Hon var gift med läkaren friherre Johan Beck-Friis och fick två döttrar.